# 1080i

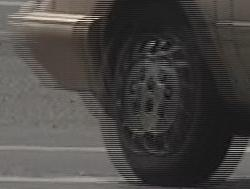

أسلوب المسح المرئي 1080i هو واحد من معيارين حديثين لمسح الصورة المرئية معتمدين من قبل هيئة أنظمة التلفاز الأمريكية. يتميز هذا الأسلوب بأنه يعتمد معدلا قدره 1080 نقطة عندما يمسح الصورة عموديا مع 1920 نقطة عندما يمسح الصورة أفقيا. ويشير وجود الحرف i إلى الأسلوب المتداخل Interlaced على عكس وجود الحرف p ضمن الرمز 720p الذي يشير إلى الأسلوب المتطور Progressive. ولا يعد هذا الأسلوب أقل شأنا من الأسلوب المتطور كما تشير بعض الأوساط الفنية، إلا أن هذا الأسلوب يعاني من بعض العيوب التي تنتج عن أسلوب المسح المتداخل.
التلفازات العادية تستخدم تقنية تسمى الأسلوب المتداخل interlacing لمسح الشاشة حيث يمسح شعاع الإلكترونات الشاشة 60 مرة في الثانية ولكنه يمر فقط بنصف الخطوط في كل مرة. التقنية البديلة لذلك هي الأسلوب المتطور progressive scanning وفيها يرسم كل خط من خطوط الشاشة 60 مرة في الثانية وهي الاندر استخداما والاغلى لأنها تقلل الاضطراب وما زالت في طور الانتشار.

## وصلات خارجية
- ماهي 1080i
- فكرة عمل التلفاز